# Hlboké
Hlboké è un comune della Slovacchia facente parte del distretto di Senica, nella regione di Trnava.
Ha dato i natali a Svetozár Hurban Vajanský (1847-1916), scrittore, critico letterario e politico slovacco.